# Quận Greene, Alabama
Quận Greene là một quận thuộc tiểu bang Alabama, Hoa Kỳ. Quận này được đặt tên theo tướng Nathanael Greene của Rhode Island. Dân số quận năm 2000 là 9.974 người. Quận lỵ là Eutaw.6
Quận Greene thuộc Khu vực thống kê đô thị Tuscaloosa, Alabama.